# Agrypon flexorioides
Agrypon flexorioides är en stekelart som beskrevs av Ludwig Schnee 1989. Agrypon flexorioides ingår i släktet Agrypon och familjen brokparasitsteklar. Inga underarter finns listade i Catalogue of Life.